# Акош Кечкеш
Акош Кечкеш (мађ. Kecskés Ákos; Ходмезевашархељ, 4. јануар 1996) је мађарски професионални фудбалер који игра на позицији централног бека, тренутно игра за Лига I клуб Сепси ОСК.
Као члан фудбалске репрезентације Мађарске до 20 година, учествовао је на Светском првенству за У20 2015. године.

## Каријера

### Аталанта
Акош Кечкеш се 2008. године придружио италијанском тиму Аталанта, долазећи из Тиса Волан ШК. У Аталанти је играо у омладинским тимовима са сународником Давидом Форгачем, а 2012. године, када је напунио 18 година, потписао је професионални уговор са клубом. Иако је играо само у пријатељским утакмицама међу сениорима, и постојало је интересовање за њега у италијанској трећој лиги, Кечкеш је позајмљен ФК Ујпешту у августу 2015. године. За Ујпешт је дебитовао у победи против Ференцвароша, али је у првој половини сезоне углавном био резерва. Током сезоне 2015-2016, учествовао је у девет лигашких и пет куп утакмица, а потом је остао у клубу још једну годину. У сезони 2016-2017, наступио је у 22 лигашке и четири куп утакмице. Лета 2017. године,  ФК ЛКС Њечеца из пољске лиге га је ангажовала на позајмици, где је играо у дванаест лигашких мечева. У фебруару 2018. године, Кечкеш је позајмљен Корони Кјелце, такође у првој лиги.

#### Лугано
У лето 2018. потписао је уговор на две плус једну годину са швајцарским тимом Лугана, где је постао клупски друг са Балинтом Вечејем. Почетком августа задобио је тешку повреду колена и био је ван терена неколико месеци.
Дана 24. јуна 2020. постигао је први гол за свој тим у 80. минуту у победи од 2 : 0 против Луцерна, ударцем главом после корнера. Дана 26. јула, у 34. колу лиге, постигао је гол у нерешеном резултату 4 : 4 против Базела. У сезони 2019/20, играо је у 26 лигашких утакмица, постигао 2 гола, а његов тим је завршио на 5. месту. У сезони 2020/21 играо је у 29 лигашких утакмица, а његов тим је завршио на 4. месту. Није обновио уговор, који је истекао на крају сезоне, већ је напустио клуб када му је исти истекао.

#### Волга Нижњи Новгород
Дана 29. јула 2021. објављено је да је прешао у руски тим Нижњег Новгорода, где је потписао двогодишњи уговор. За свој нови тим је дебитовао у 4. колу првенства, 14. августа против ФК Уфе. Новгород је изгубио резултатом 2 : 1, а почасни погодак је постигао Кечкеш главом након корнера.

#### Сепси ОСК
Дана 2. септембра 2023. године објављено је да је потписао трогодишњи уговор са ансамблом Сепси ОСК.

## Репрезентација
Више пута је био члан омладинске репрезентације, био је члан репрезентације Мађарске која је играла на Светском првенству до 20 година 2015. У августу 2020. добио је позив капитена националног тима Марка Росија у тим од 25 играча мађарске репрезентације која се припрема за утакмице Лиге нација против турске и руске репрезентације.
За сениорску репрезентацију Мађарске је дебитовао 15. новембра 2020. године, када је уврштен у стартну поставу на утакмици Лиге нација против Србије, која је завршена нерешеним резултатом 1 : 1.
Савезни селектор националног тима Марко Роси га је 1. јуна 2021. именовао у тим од 26 играча репрезентације Мађарске која се припремала за Европско првенство.  Иако члан, није играо ниједну утакмицу на континенталном турниру.

## Достигнућа
Ујпешт
- Куп Мађарске у фудбалу
  -  финалиста (1): 2016

 Лугано
- Суперлига Швајцарске у фудбалу
  -  треће место (1): 2018/19.